# Poljavnice
Poljavnice (cyr. Пољавнице) – wieś w Bośni i Hercegowinie, w Republice Serbskiej, w gminie Novi Grad. W 2013 roku liczyła 1266 mieszkańców.